# Carl Braband

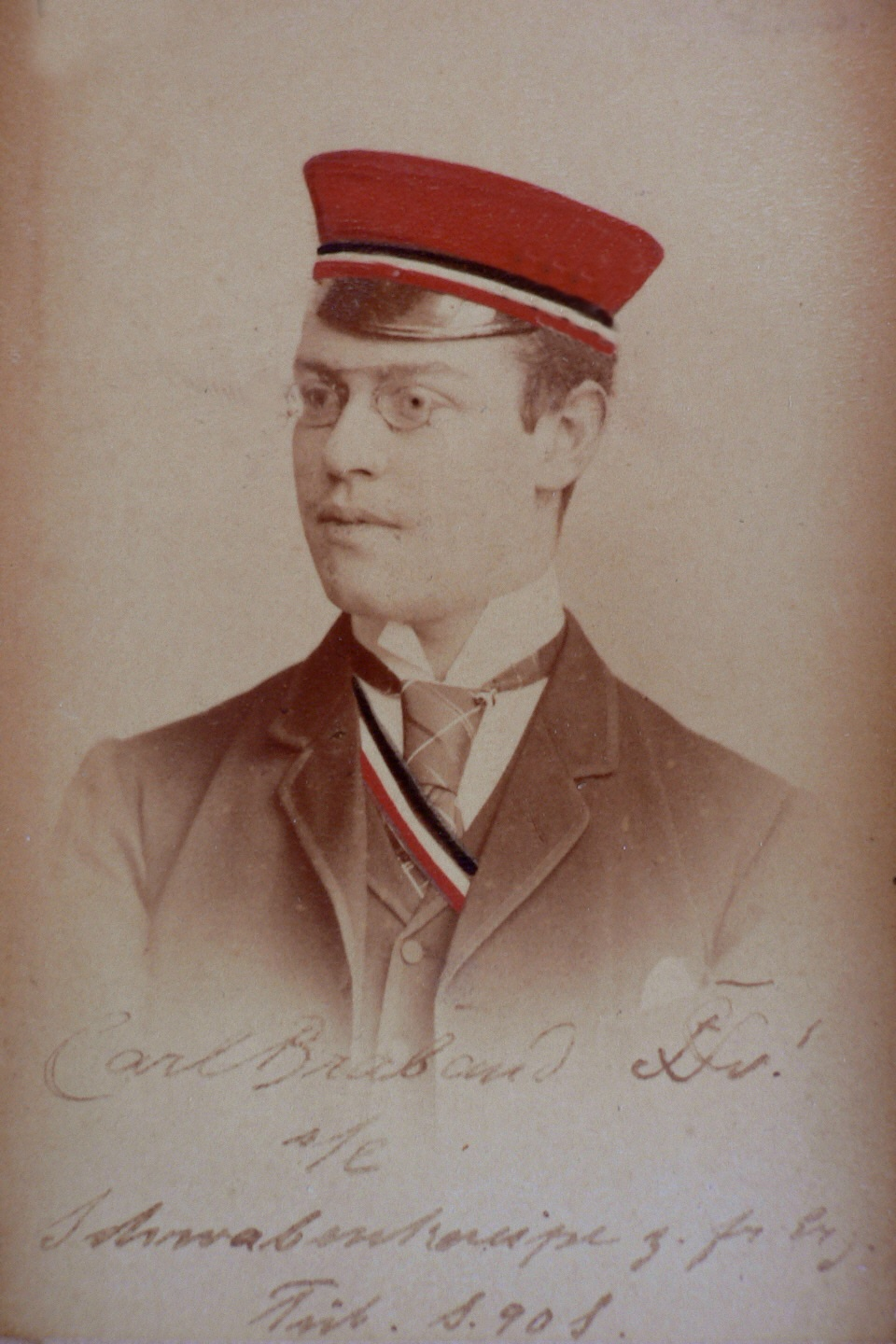
Carl Braband als Tübinger Schwabe

Carl Julius Braband (* 10. Juli 1870 in Hamburg; † 19. November 1914 ebenda) war ein deutscher Rechtsanwalt und liberaler Politiker.

## Leben und Beruf
Carl Braband war der Sohn des Hamburger Senators Theodor Braband. Braband wuchs in Hamburg auf und besuchte das Wilhelm-Gymnasium Hamburg, wo er zu Michaelis 1889 das Reifezeugnis erhielt. Anschließend studierte er von 1889 bis 1893 Rechtswissenschaft an der Universität Tübingen und der Universität Breslau. Er war Mitglied der Corps Suevia Tübingen (1890) und Borussia Breslau (1891). 1891 diente er als Einjährig-Freiwilliger.
Er ließ sich 1894 in Hamburg als Rechtsanwalt nieder und gründete mit Wolfgang Brinckmann, dem Sohn von Justus Brinckmann, eine angesehene Sozietät.
Braband war in seinen Ansichten sehr von seinem Vormund, dem liberalen Bürgerschaftsmitglied und Rechtsanwalt Albert Wolffson beeinflusst. Bei einer seiner Wahlveranstaltung 1903 durfte auch der Gegenkandidat von der SPD sprechen, was damals absolut ungewöhnlich war.
Die politische Position, die Sozialdemokraten in der Bürgerschaft mit einzubeziehen, schuf ihm viele Feinde im bürgerlichen Lager und einige berufliche Nachteile. Vor allem wegen seiner politischen Einstellungen zur Sozialdemokratie wurde er am 19. März 1908 aus seinem Dienst als Oberleutnant der Landwehr 2. Aufgebots entlassen. Dies war eine schwere Kränkung für ihn, denn damals war es üblich, dass Angehörige des Hamburger Bürgertums neben ihrem Beruf auch dem Offizierskorps der Stadt angehörten. Nach Ausbruch des Ersten Weltkrieges meldete er sich freiwillig zum Dienst und wurde wieder in die Armee aufgenommen. Er diente im Range eines Oberleutnants im Bekleidungsamt des IX. Armee-Korps in Bahrenfeld.
Carl Braband ruht in der Familiengrabstätte auf dem Friedhof Ohlsdorf. Sie liegt im Planquadrat Y 19 südlich der Waldstraße.

## Partei
Braband gründete 1898 gemeinsam mit Carl Wilhelm Petersen den Hamburger Ortsverein des Nationalsozialen Vereins von Friedrich Naumann. 1904 schloss dieser sich der Freisinnigen Vereinigung an. Im Februar 1908 bildete die Freisinnige Vereinigung in Hamburg mit dem örtlichen Verband der Freisinnigen Volkspartei den Verband der Vereinigten Liberalen, dem Braband fortan angehörte. Ab 1910 ging die Freisinnige Volkspartei in der Fortschrittliche Volkspartei auf.

## Abgeordneter
Bei der Bürgerschaftswahl 1904 wurde Braband erstmals in die Hamburgische Bürgerschaft gewählt und schloss sich dort der Fraktion der Rechten an. In der Bürgerschaft gehörte er zu den schärfsten Gegnern der Wahlrechtsänderungen von 1906, mit der die ärmeren Schichten der Bevölkerung geringer als bisher im Parlament repräsentiert werden sollten. Er verließ daher mit Carl Wilhelm Petersen, Johann Hinrich Garrels und Wilhelm Johannes Wentzel am 24. Februar 1906 die Fraktion der Rechten, um einem Fraktionsausschluss zuvorzukommen. Diese vier Abgeordneten begründeten zusammen mit Abgeordneten aus der Fraktion der Linken wie Andreas Blunck dann die Fraktion der Vereinigten Liberalen, die erste explizit politische bürgerliche Fraktion (eine SPD-Fraktion gab es bereits). Dieser Schritt führte dazu, dass die bürgerliche Presse über Braband und Petersen als führende Mitglieder der Vereinigten Liberalen herzog und sie gar als „Urheber einer gefährlichen Umsturzbewegung und Zuhälter der Sozialdemokratie“ bezeichnete.
1912 erlangte Braband für die Fortschrittliche Volkspartei ein Mandat für den 6. schleswig-holsteinischen Wahlkreis (Elmshorn-Pinneberg) in einer Stichwahl gegen Adolph von Elm.

## Ehrungen
Der Brabandkanal, die Brabandstraße und die Brabandbrücke im Hamburger Stadtteil Alsterdorf sind nach Carl Braband benannt.